# Micalula longithorax
Micalula longithorax är en spindelart som först beskrevs av Alexander Petrunkevitch 1925.  Micalula longithorax ingår i släktet Micalula och familjen hoppspindlar. Inga underarter finns listade i Catalogue of Life.